# Familia Caritatis
Familia Caritatis était une secte religieuse mystique fondée au XVIe siècle par Henry Nicholis, également connu sous le nom Niclaes. Familia Caritatis est traduit du latin en Famille de l’Amour.
Les influences du système de Nicholis sont anabaptistes. Ses disciples pensent que toutes choses ont été créées par la nature et non directement par Dieu, nient le dogme de la Trinité, et répudient le baptême infantile. Ils estiment qu'aucun homme ne devrait être mis à mort pour ses opinions ; ils se sont opposés au port d’armes et au serment; ils répudient toutes les autres églises et sectes, y compris les brownistes et les barrowistes.
Le message de Nicholis aurait séduit l'élite, artistes, musiciens et érudits. Mais ils évitaient le prosélytisme pour ne pas risquer des condamnations pour hérésie. Ils ne discutaient de leurs doctrines qu’avec des sympathisants. Les membres faisaient habituellement partie d’une autre Église établie, laissant à l’arrière-plan leurs croyances sectaires. 
Parmi les membres on compte le cartographe Abraham Ortelius et l’éditeur Christophe Plantin.
Les quakers, les baptistes et les unitariens ont pu adopter certaines de leurs idées.

## Source
- (en) Cet article est partiellement ou en totalité issu de l’article de Wikipédia en anglais intitulé « Familia Caritatis » (voir la liste des auteurs).